# Wiseblood
Wiseblood est un groupe de musique électronique noise rock fondé par J. G. Thirlwell (en) et Roli Mosimann en 1981.

## Description
Le groupe est connu pour son style proche de Foetus dans la lignée de l'ancien groupe de Mosimann Swans exposant une rythme lent sur des paroles sombres traitant de meurtre, de sexe ou d'agression. 

## Discographie
Albums
- Dirtdish (en) (1987)

Singles/EPs
- Motorslug (en) (1985)
- Stumbo (1986)
- PTTM (1991)